# Solidaridad Española
Solidaridad Española (SE) fue un partido político español de extrema derecha formado desde la cárcel por el ex teniente coronel de la Guardia Civil Antonio Tejero que presentó candidaturas tanto al Congreso como al Senado para las elecciones generales de 1982, tras el golpe de Estado fracasado del 23-F. Su objetivo era obtener un acta de diputado que le otorgara la inmunidad parlamentaria necesaria para no afrontar los procesos penales militares abiertos contra su persona. Su presidente era el propio Tejero, mientras que sus vicepresidentes eran Ángel López-Montero Juárez, Carlos Fernández Barallobre y María Jesús González de Castejón Moreno.
Utilizando el lema ¡Entra con Tejero en el Parlamento!, se presentó en algunas circunscripciones electorales, obteniendo 28.451 votos, 0,14%, y sin conseguir actas de diputado o senador. Tras esos resultados, acabó desapareciendo en noviembre de 1984 al integrarse en Juntas Españolas.